# Philipp IV. (Frankreich)

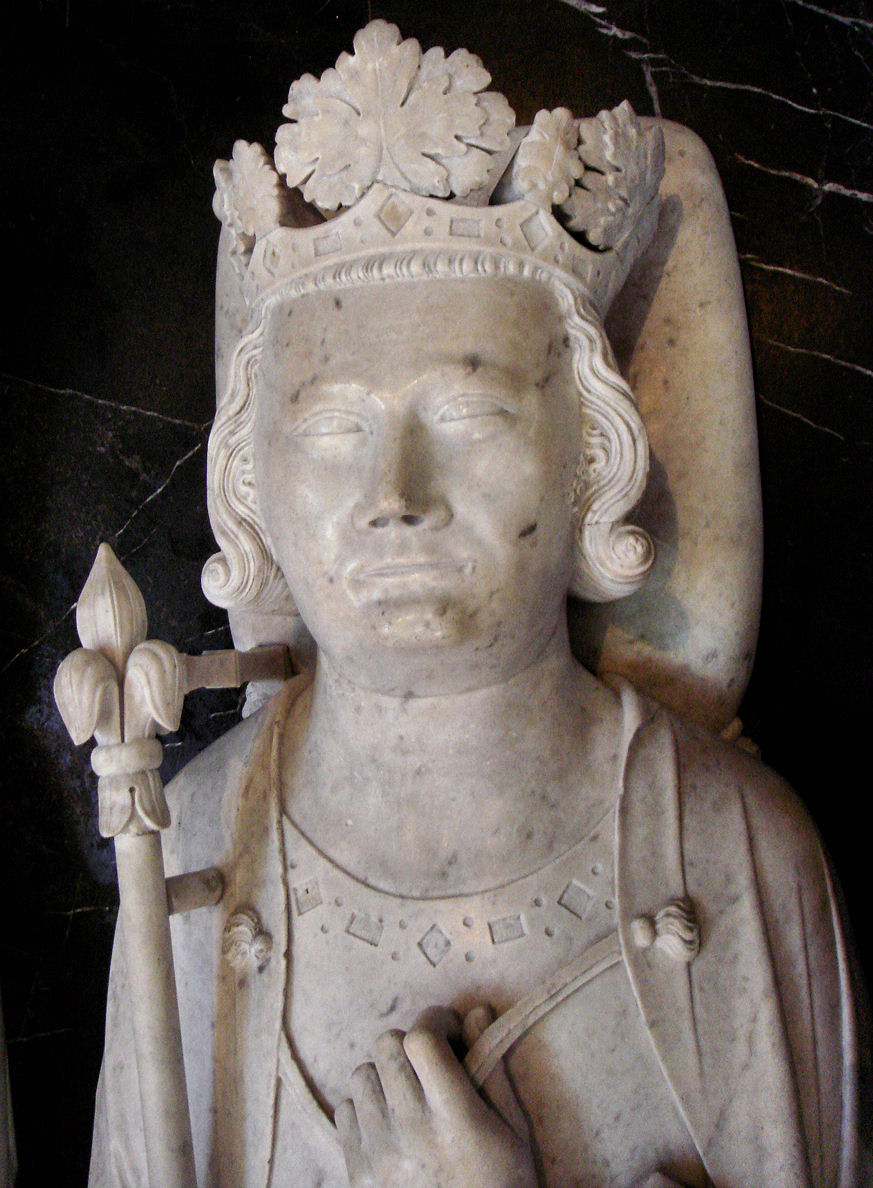
Grabbüste Philipps IV. des Schönen

Philipp IV., genannt der Schöne, (französisch Philippe IV le Bel, englisch Philip the Fair; * 1268 in Fontainebleau; † 29. November 1314 ebenda) aus der Dynastie der Kapetinger war von 1285 bis 1314 König von Frankreich und durch seine Heirat mit Johanna I. zugleich König von Navarra als Philipp I.
Er etablierte Frankreich als Großmacht in Europa und errichtete mit einer kompromisslosen Autorität ein modernes frühabsolutistisches Staatswesen, welches der mittelalterlichen französischen Monarchie eine bis dahin nie gekannte Machtentfaltung ermöglichte. Besondere Bedeutung besitzt seine Regentschaft wegen der Überführung des Papsttums nach Avignon und der Zerschlagung des Templerordens. Sein Beiname ist zeitgenössisch und bezieht sich auf sein Aussehen, welches dem Ritterideal seiner Zeit entsprochen haben soll.

## Leben

### Herkunft und Jugend
Philipp war der zweite Sohn des Königs Philipps III. des Kühnen und dessen erster Ehefrau Isabella von Aragón, die 1271 starb. Sein älterer Bruder war der 1264 geborene Prinz Ludwig, der damit auch der designierte Nachfolger des Vaters war. Im Jahr 1274 verheiratete sich der Vater ein zweites Mal mit Maria von Brabant und brachte damit Unruhe in den königlichen Haushalt, denn Maria von Brabant versuchte, ihren Einfluss auf das politische Tagesgeschehen gegen die Partei der Königinmutter Margarete von der Provence und des Kämmerers Pierre de la Brosse geltend zu machen. Unterstützt wurde sie dabei vom Onkel des Königs, Karl von Anjou, der über Maria seinen eigenen Einfluss auf die französische Politik festigen wollte.
Karl von Anjou versuchte, das französische Königtum für eigene Interessen zu instrumentalisieren, als Druckmittel gegen König Peter III. von Aragon, der ihm ein ernstzunehmender Gegner um die Vorherrschaft im westlichen Mittelmeerraum war. Gegenstand dieser Interessen wurde auch Philipp, der im Mai 1275 mit der Erbin des Königreichs Navarra und der Grafschaft Champagne, Johanna I., verlobt wurde. Navarra sollte so in eine gemeinsame Front gegen Aragon eingespannt werden. Als im Jahr darauf der Kronprinz verstarb, fiel darüber Pierre de La Brosse in Ungnade, der des Giftmordes angeklagt und anschließend hingerichtet wurde. Obwohl der Kämmerer Maria von Brabant der Tat beschuldigt hatte, verdrängte diese, und mit ihr Karl von Anjou, die Königinmutter vom Hof. Philipp selbst stieg damit in der Nachfolge an die erste Stelle auf.
Nachdem Karl von Anjou in der sizilianischen Vesper 1282 die Insel Sizilien an Aragon verloren hatte, gewann er den Papst für sich, der zu einem Kreuzzug gegen Aragon aufrief. König Philipp III. entschloss sich, auf Drängen seiner Frau, dieses Unternehmen durchzuführen. Die ablehnende Haltung Prinz Philipps ignorierte er dabei. Der Feldzug wurde ein Desaster. Der König starb im Oktober 1285 in Perpignan an der Ruhr. Philipp ließ den Feldzug umgehend abbrechen und nahm diplomatische Kontakte zu Aragon auf.

### Regierung

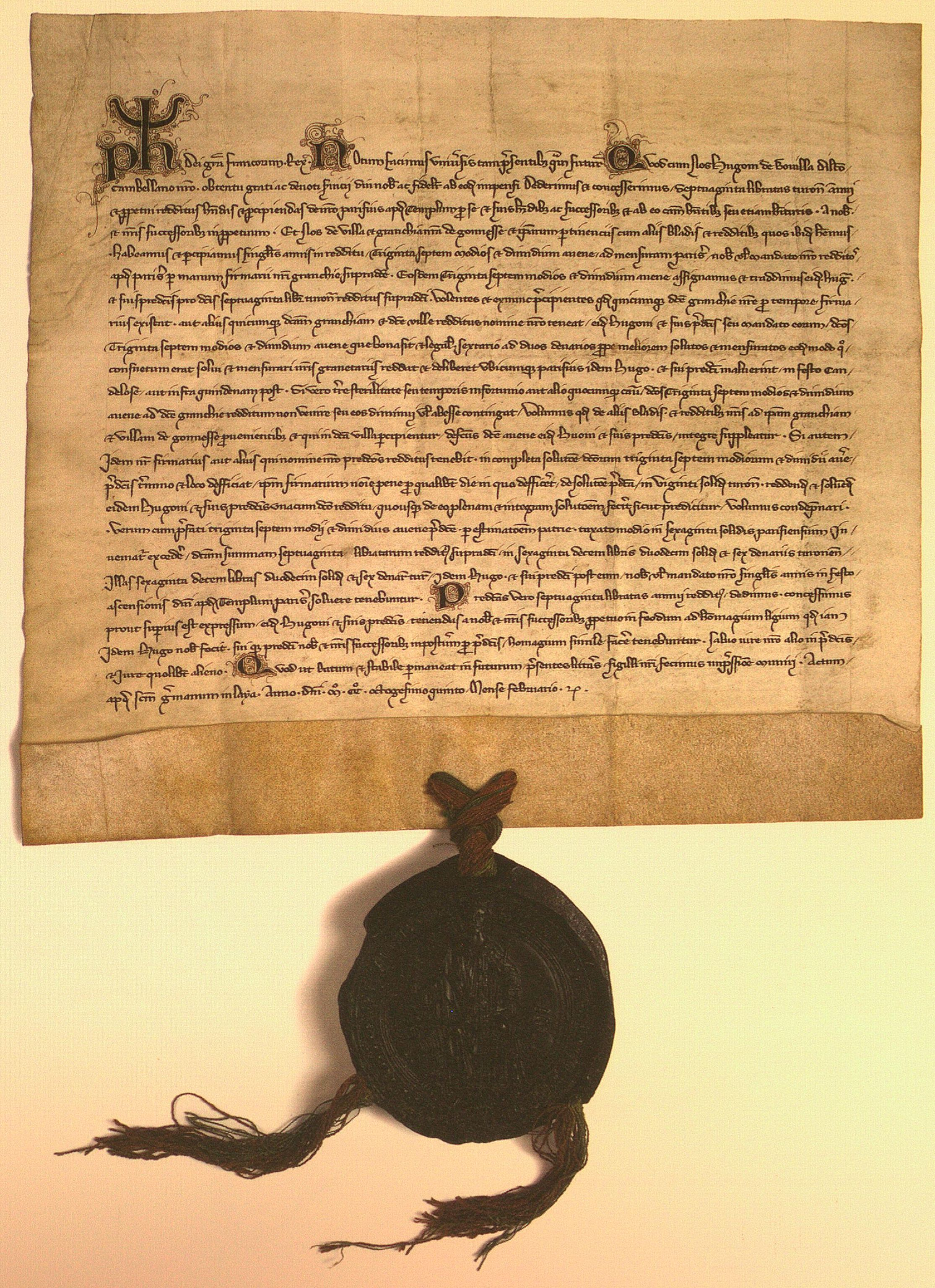
Eine Urkunde Philipps IV. von Februar 1286. Paris, Archives nationales, J 396, Nr. 10

Am 6. Januar 1286 wurde Philipp in der Kathedrale von Reims zum König gekrönt und gesalbt. Seine erste Regierungsmaßnahme war die Beseitigung der Grabenkämpfe am Hof, indem er Maria von Brabant von dort verdrängte und die Großmutter Margarete von der Provence zum Rückzug in ein Kloster bewegen konnte.
Philipp gedachte, seine Herrschaft über einen königlichen Rat auszuüben, was zwar nicht ungewöhnlich für einen König seiner Zeit war, wohl aber dass er sich bei der Besetzung dieses Rates auf qualifizierte Personen wie Rechtskundige und Finanzfachleute verließ, ungeachtet ihrer ständischen Herkunft. Die bekanntesten von ihnen waren Pierre Flote, Guillaume de Nogaret und Enguerrand de Marigny. Auch ließ Philipp im verstärkten Maße getroffene Entscheidungen dieses Rates von einem seiner Vertreter öffentlich verkünden und begründen, was in seinem Umfeld den Eindruck erweckte, der König sei von seinen Ratgebern abhängig und werde von diesen beherrscht – eine Frage, die noch heute die Geschichtswissenschaft beschäftigt. Der Bischof von Pamiers, Bernard Saisset, urteilte nach einer Audienz bei dem König: „der König war nicht Mensch, noch Bestie, sondern eine bloße Statue“.

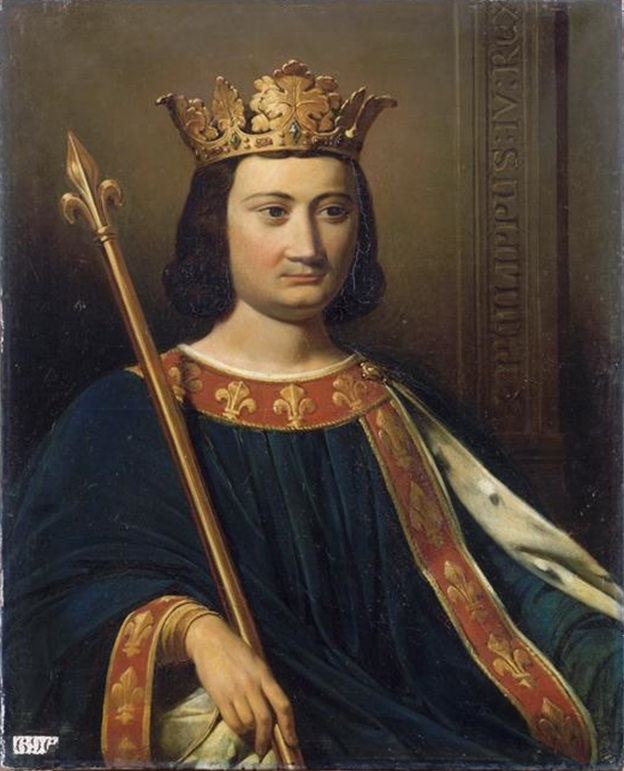
Philipp IV., Ölmalerei von Jean-Louis Bézard (1837)

Eine bedeutende Erneuerung in Philipps Regierungszeit war die von ihm vorangetriebene Etablierung eines institutionalisierten Justizwesens und die damit verbundene Entstehung der Rechtswissenschaften. Philipp griff dabei auf die Provinzparlamente zurück, die dem König ursprünglich als Rat gebende Organe dienten, welche er in königliche Gerichte umwandelte, die fortan das Recht vertraten und durchsetzten. Da die Richter aller Parlamente von der Krone ernannt wurden, wurde das königliche Recht zu einem staatlichen Recht und damit zu einem Instrument königlicher Machtausübung. Diese Justiz basierte besonders auf dem römischen Recht, welches vor allem von den Legisten aus den Rechtsuniversitäten des Languedoc vermittelt wurde und den König zu der Auffassung gelangen ließ, Kaiser in seinem Reich zu sein. Zu diesem Zweck wurden die Universitäten von Montpellier (1289) und Orléans (1312) gegründet, die Gerichte des Adels oder der Geistlichkeit wurden dadurch zunehmend verdrängt. Philipp berief sich in seinen machtpolitischen Auseinandersetzungen in erster Linie auf sein königliches Recht, welches er gegen alle seine Gegner, ob unbotmäßige Untertanen oder den Papst, verwendete und nicht davor zurückschreckte, dieses auch mit Waffengewalt durchzusetzen. Dabei nahm er keine Rücksicht auf althergebrachte Rechtsauffassungen oder Traditionen des Gewohnheitsrechts, womit seine Herrschaft unter seinen Zeitgenossen den Anstrich einer Tyrannei erhielt.
Ein weiterer Meilenstein unter Philipps Regentschaft war der Durchbruch des dritten Standes, der Bürger, als eine politische Größe in Frankreich. Wie kein anderer König vor ihm stützte Philipp seine Macht auf diesen wirtschaftlich starken Stand als Verbündeten gegen den auf Privilegien pochenden Adel oder gegen die viel zu selbständige Geistlichkeit. In seinem Konflikt mit dem Papst ließ Philipp 1302 den dritten Stand erstmals Sitze im königlichen Parlament einnehmen, weshalb er damit als Begründer der Generalstände angesehen wird. Zweck dieser Maßnahme war die Demonstration eines geschlossenen Volkswillens gegen den Machtanspruch des Papstes. Zudem gab Philipp zu diesem Anlass dem Gremium erstmals eine geregelte Form und arretierte dieses in Paris.
Philipp war seine gesamte Regierungszeit – bedingt durch sein hohes außenpolitisches Engagement – mit finanziellen Lasten verbunden, die ihn ständig dazu zwangen, neue Einnahmequellen zu erschließen. Dabei griff er neben Steuererhöhungen und der Besteuerung des Adels und des Klerus in besonderen Maßen auf Verringerungen des Edelmetallgehaltes neu geschlagener Münzen und auf mehrfach vorgenommene Entwertungen älterer Münzen zurück. Mittels polizeistaatlicher Mittel zwang er seine Untertanen dazu, seine schlechten Münzen zu benutzen, was ihm den Ruf eines „Falschmünzerkönigs“ eintrug. Im Gegenzug führte diese Politik zu einem Bedeutungsverlust der Münzen des Adels und der Bischöfe, die einst ihr Münzrecht von der Vergabe königlicher Privilegien seitens Philipps Vorgänger bezogen und damit ihre wirtschaftliche Stärke begründet hatten. Im letzten Jahr seiner Regierung formierte sich deshalb der Adel in denjenigen Provinzen, welche sich gegen diese Eingriffe der Krone in die Münze und gegen die immer höhere Besteuerung auch mit Waffengewalt zur Wehr zu setzen bereit war. Im Zusammenhang mit der Gewinnung neuer Finanzmittel steht auch, neben der Zerschlagung des Templerordens 1307.
Im Jahre 1306 wurde mit dem französisch L'Édit de 1306 sur l'expulsion des Juifs die Ausweisung von über 100.000 Juden aus Frankreich vorgenommen und der damit einhergehenden Enteignung ihres Vermögens. Ferner erließ Philipp IV. hohe Steuern auf die jüdische Bevölkerung, was sie finanziell stark belastete. In vielen Fällen wurden die Juden gezwungen, große Summen an Steuern zu zahlen, die dann oft als Vorwand zur Enteignung dienten.

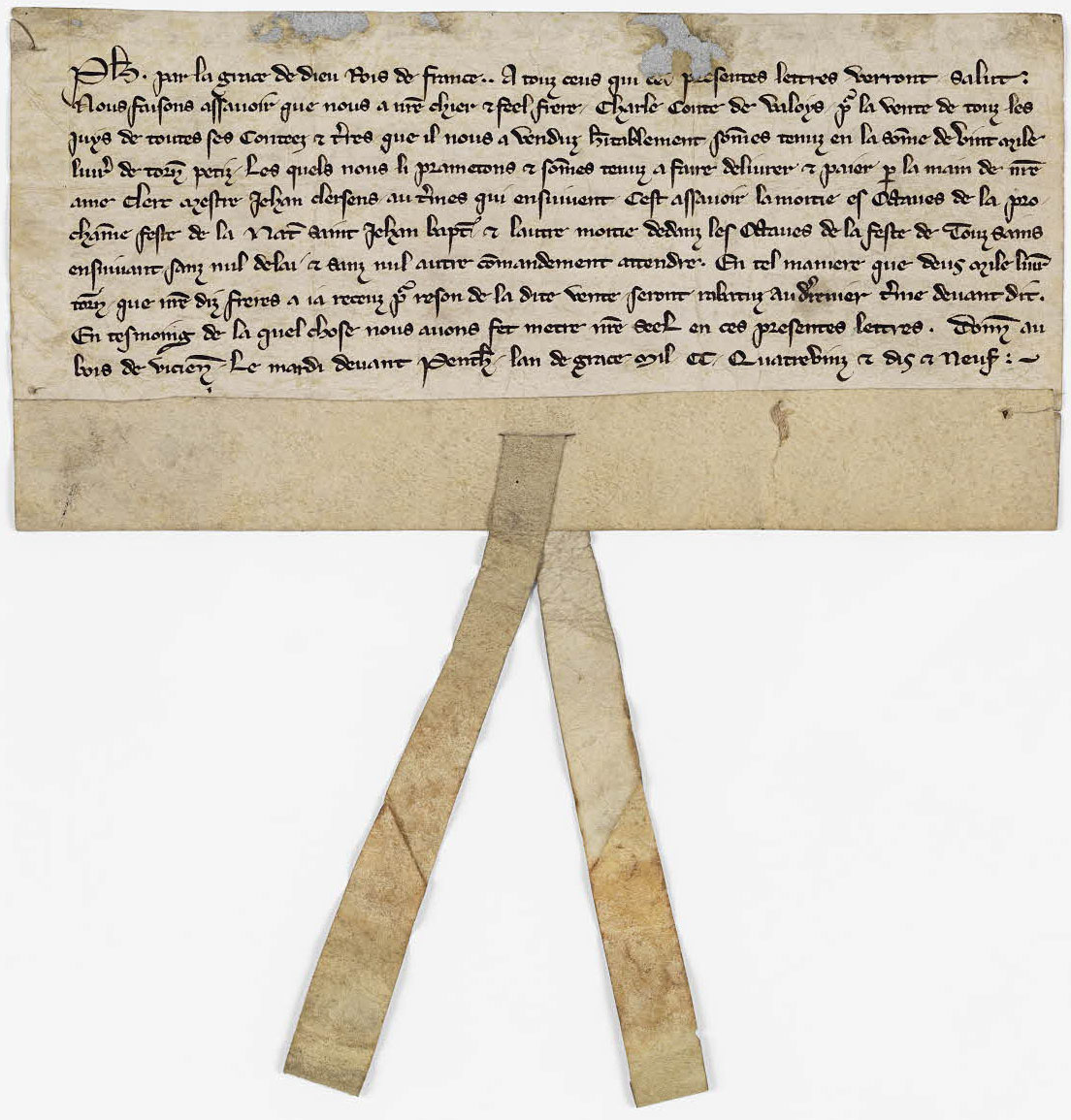
Anerkennung der Schulden von Philippe VI. gegenüber seinem Bruder Charles de Valois: 20.000 Pfund als Gegenleistung für Rechte an allen Juden in Charles‘ Ländern, 2. Juni 1299

Erst Philipps Sohn gewährte ihnen die Rückkehr. Gleiches wiederholte er in den Jahren 1309 bis 1311 mit den „Lombarden“, das heißt den italienischen Kaufleuten und Bankiers. Letztlich hatten all diese Maßnahmen keinen Erfolg, seinem Nachfolger hinterließ Philipp eine leere Kasse. Der Skandal um die Schwiegertöchter des Königs 1314 betraf schließlich die Kapetinger als die königliche Familie Frankreichs im Innersten. Die Auseinandersetzung führte zum Wechsel auf die Dynastie der Valois, was wiederum die Thronansprüche des englischen Königs Eduard III. und damit den Hundertjährigen Krieg auslöste.
Philipps Tod am 29. November 1314 nach einem Jagdunfall wurde von seinen Untertanen als Befreiung von einer Gewaltherrschaft angesehen. Viele seiner engsten Ratgeber wurden von seinen Söhnen verbannt oder gar hingerichtet. Seine schärfsten polizeilichen und fiskalen Zwangsmittel wurden zurückgenommen, und doch wurden seine administrativen und politischen Neuerungen bewahrt und fortgeführt. Letztlich hinterließ er ein in seinen Fundamenten gefestigtes Königtum, welches sich seit ihm als ein Staat definierte und diesem die Kraft verlieh, auch die gefahrvollsten Stürme wie den Hundertjährigen Krieg zu überstehen. Bestattet wurde er in der Abtei von Saint-Denis, deren Grablegungen seiner Vorgänger er neu gestalten ließ. Bei der Plünderung der Königsgräber von Saint-Denis während der Französischen Revolution wurde sein Grab am 19. Oktober 1793 geöffnet und geplündert, seine Überreste wurden in einem Massengrab außerhalb der Kirche beerdigt.

## Der aquitanische Konflikt

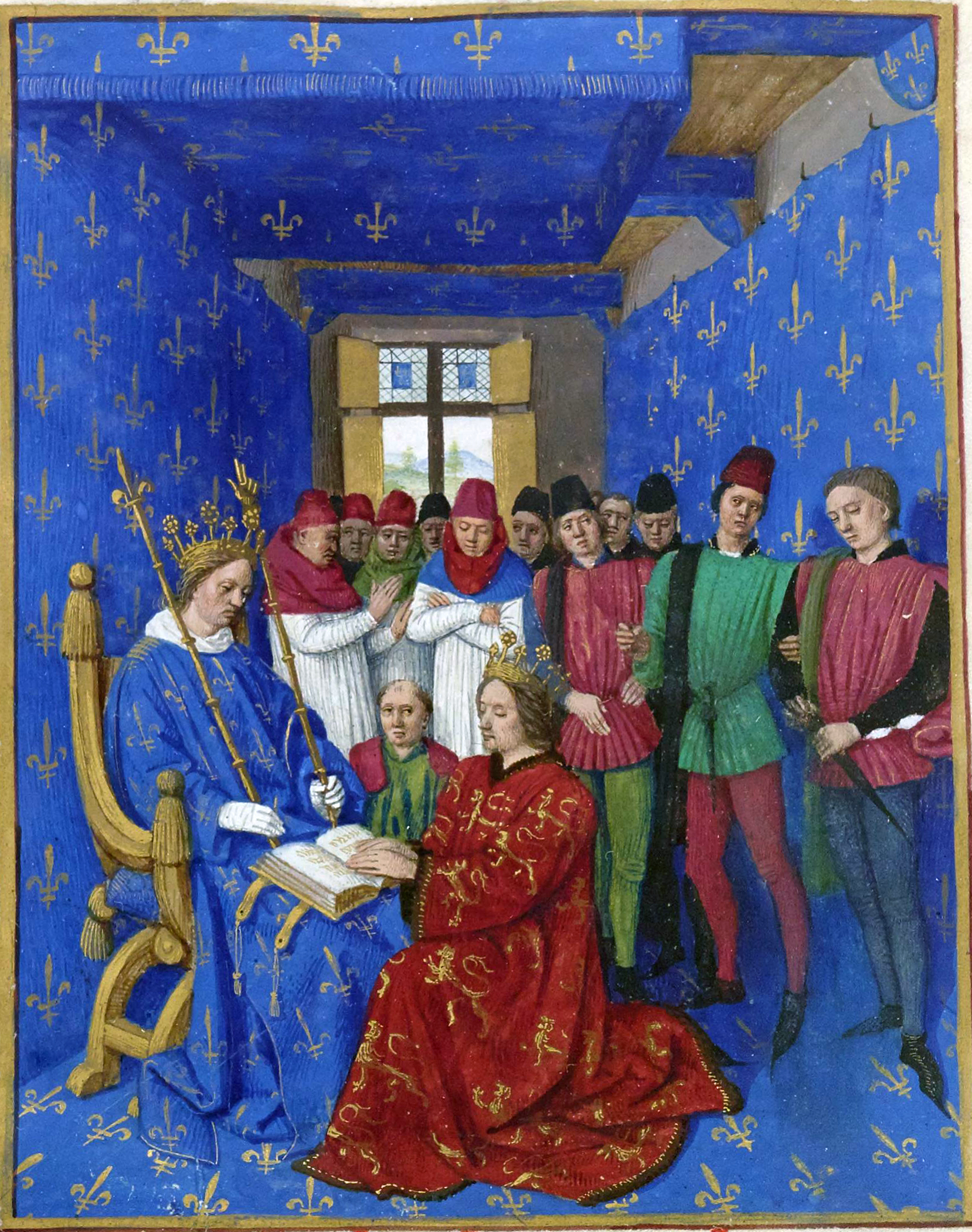
König Eduard I. von England huldigt König Philipp IV. von Frankreich

Einen grundsätzlichen Konflikt erbte Philipp von seinen Vorgängern in Bezug auf das Verhältnis der französischen Krone zum englischen König. Seinen Ausgangspunkt hatte er nach der Zerschlagung des sogenannten angevinischen Reichs der Dynastie Plantagenet durch Philipps Ur-Urgroßvater Philipp II. August im Jahr 1204, was zu einem Verlust nahezu aller festländischen Territorien für die Plantagenets führte. König Heinrich III. von England scheiterte mit dem Versuch, diese Gebiete zurückzuerobern und erkannte im Vertrag von Paris (1259) seinen verringerten Besitzstand in Frankreich an, der sich um die Gascogne und den Westen des alten Aquitanien (zusammen auch Guyenne genannt) konzentrierte. Zudem verpflichtete er sich und seine Nachkommen, für diese Gebiete den französischen König als Lehnsherren anzuerkennen und diesem entsprechend zu huldigen, womit die englischen Könige unter die Pairs von Frankreich aufgenommen wurden.
Die Beendigung dieses Lehnsverhältnisses setzte sich König Eduard I. von England zum Ziel und versuchte, die Herauslösung der Guyenne aus der französischen Oberhoheit zu erreichen, was nur auf deren Kosten zu bewerkstelligen gewesen wäre. Philipp lehnte diese Bestrebungen ab und erreichte erfolgreich nach seinem Herrschaftsantritt 1286 die geforderte Huldigung Eduards. Dennoch kam es zu fortgesetzten Spannungen zwischen beiden Herrschern, insbesondere in den rechtlichen Verhältnissen, zu welcher der englische König zu dem französischen zu stehen habe. Zu einem kriegerischen Konflikt artete dieser Streit 1293 aus, nachdem es im Hafen von Boulogne zu Übergriffen englischer Seeleute auf französische gekommen war, bei dem es zu einigen Todesopfern kam. Philipp zitierte Eduard nach Paris, damit dieser vor dem Pairsgericht für diesen, für damalige Verhältnisse an sich belanglosen Vorfall, Stellung nehmen solle. Doch Eduard war zu diesem Zeitpunkt mit einer um sich greifenden Erhebung der Schotten gegen die englische Herrschaft beschäftigt und war daher auf der Insel unabkömmlich.
Eduard bot stattdessen einen Kompromiss an. Philipp sollte seine Burgen in der Guyenne besetzen als Strafmaßnahme für sein Versäumnis, vor dem Gericht zu erscheinen. Nachdem er die Revolte in Schottland beendet habe, wolle Eduard nach Frankreich kommen, um sich zu verantworten. Dabei sollte es zu einer erneuten Huldigung kommen, wonach Philipp ihn erneut mit der Guyenne belehnen sollte. Auf diese Weise würden beide Monarchen ihr Gesicht wahren und Philipp konnte sich außerdem als mildtätiger Herr gegenüber seinen Vasallen erweisen. Tatsächlich besetzte Philipp 1294 einige Burgen Eduards, doch forderte er ihn erneut auf, unverzüglich vor dem Gericht zu erscheinen, mit der Drohung, ihn seiner Lehen für verlustig zu erklären und diese der Krondomäne einzugliedern. Dies bedeutete faktisch den Beginn eines Krieges zwischen beiden Königen.

## Der Flandernkrieg

### Unterwerfung Flanderns
Eduard I. von England fand im Grafen Guido I. von Flandern einen Verbündeten, dessen Interessen ähnlicher Natur waren. Der Graf von Flandern konnte sich einst nur mit Hilfe der französischen Krone im flämischen Erbfolgekrieg gegen seine Halbbrüder behaupten, auf Kosten von Machteinbußen seiner gräflichen Würde. König Philipp der Schöne stützte seinen Einfluss in Flandern vor allem auf die Patrizier in den Städten. Obwohl diese ihre wirtschaftliche und politische Stärke durch ihren Tuchhandel mit England begründeten, waren sie auf gute Beziehungen mit dem König bedacht, der ihre Handelsprivilegien mit England akzeptierte und sie vor dem Zugriff eines starken Grafen schützte. Graf Guido strebte danach, seine gräfliche Würde zu ihrer alten fast souveränen Stellung zurückzuführen und sich vom königlichen Einfluss zu befreien, womit er zu einem Gegner König Philipps wurde.
Im Jahr 1294 nahm Graf Guido enge diplomatische Beziehungen zum König von England auf und verlobte eine seiner Töchter mit dem Prince of Wales. Philipp verweigerte seine dazu notwendige Einwilligung und der Graf musste nachhaltige Treue schwören. Dennoch setzte der Graf seine Politik fort und gewann in Grammont (Dezember 1296) den deutschen König Adolf von Nassau, der ein Erstarken Frankreichs im lothringisch-niederländischen Raum verhindern wollte, und weitere Reichsfürsten für seine Sache. Nachdem Philipp den Grafen aufgefordert hatte, diese Handlungen zu erklären, kündigte dieser am 20. Januar 1297 sein Vasallitätsverhältnis zu Frankreich auf. Der König berief darauf ein Pairsgericht ein, welches den Grafen des Hochverrats und der Felonie verurteilte und ihm sein Lehen entzog. Weiterhin erreichte Philipp beim Papst die Verhängung des Kirchenbanns über Graf Guido und des Interdikts über Flandern.
Die militärische Bekämpfung des antifranzösischen Bündnisses ging Philipp entschlossen an. In die Guyenne entsandte er seinen Bruder Karl von Valois, der dort nur auf geringen englischen Widerstand stieß und nach einer erfolgreichen Unterwerfung dieser Provinz 1295 sein Heer nach Flandern führte. Dorthin hatte inzwischen Graf Robert II. von Artois ein Heer geführt, wo er eine Stadt nach der anderen, wie Kortrijk, Dünkirchen, Bergen und Brügge, einnehmen konnte. Begünstigt wurden diese schnellen Erfolge durch die für Frankreich positiv gesinnten Patrizier und der dem Grafen versagten Unterstützung des deutschen Königs, der mittels einer Zahlung französischen Goldes und nach päpstlichem Druck auf einen Krieg trotz seines Bündnisses mit Flandern und England verzichtete. Nachdem die königlichen Truppen am 26. August 1297 Lille eingenommen hatten, war Graf Guido, der sich nur noch in Gent halten konnte, bereit unter päpstlicher Vermittlung am 9. Oktober in Vyve-Saint-Bavon einen Waffenstillstand einzugehen. Dieser wurde 1298 in Tournai um zwei Jahre verlängert.

### Zwischenzeit
Nach Auslaufen des Waffenstillstandes 1300 gab Graf Guido den Kampf auf. Bereits ein Jahr zuvor wurde sein einzig wirklicher Bündnispartner, Graf Heinrich III. von Bar, gefangen genommen und Eduard I. versöhnte sich mit Frankreich, nachdem Philipp die Besetzung der Guyenne aufgehoben hatte und diesem seine Schwester, wie auch dem Prince of Wales seine Tochter zur Frau versprochen hatte. Eine Weiterführung des Kampfes war für den Grafen unter diesen Umständen aussichtslos. Trotz des Ehrenwortes Karls von Valois auf ein freies Geleit wurde Guido mit seinem ältesten Sohn Robert von Béthune bei der Zusammenkunft mit dem König von diesem in ritterliche Haft genommen, Guido in Compiegne, Robert in Bourges. Flandern wurde der Verwaltung königlicher Statthalter anvertraut. Philipp erschien persönlich 1301 in Flandern, wo er die Seeblockade Gents durch Eduard I. von England auflöste und neue Festungen anlegte. In einem 1301 in Brügge unterzeichneten Vertrag wurden die neuen Herrschaftsverhältnisse bestimmt.

### Aufstand der Flamen
Trotz dieses Erfolges büßte die Krone in der flämischen Bevölkerung schnell an Ansehen und Rückhalt ein. Ausschlaggebend war hier Philipps rigide Finanzpolitik, der trotz des Endes des Krieges die erhobene Kriegssteuer nicht abschaffen wollte. Dies versetzte die schon seit längerem sozial benachteiligten Handwerker in Aufruhr, welche einige Häuser der wohlhabenden Patrizier und Tuchhändler angriffen. Daraufhin ließ der Statthalter Jacques de Châtillon die Städte Brügge und Gent mit einer Besatzung versehen. Doch am Morgenläuten des 18. Mai 1302 drangen die Bürger von Brügge in die Unterkünfte der königlichen Soldaten ein und töteten wahrscheinlich mehrere Hundert von ihnen (Brügger Frühmette).
Der Aufstand ergriff alle flämischen Städte, die sich hinter dem Grafen Johann I. von Namur, einem jüngeren Sohn Graf Guidos, sammelten. Philipp reagierte darauf mit der Entsendung eines Heeres unter Robert von Artois. Wider Erwarten wurden die französischen Ritter am 11. Juli 1302 in der Schlacht der goldenen Sporen bei Kortrijk (Coutrai) von dem Bürgerheer der Flamen vernichtend geschlagen. Mehr als siebenhundert Ritter verloren ihr Leben, darunter die gesamte militärische Führung Frankreichs.
Unter dem Eindruck dieses Schlages einigte sich Philipp mit Eduard I. von England im Frieden von Paris 1303 auf eine Rückkehr ihrer Beziehungen auf den Status vor Beginn ihres Krieges. Zu einer Lösung der grundlegenden Probleme zwischen den Monarchen ist es dabei nicht gekommen, womit dieser Konflikt noch unter ihren Nachkommen weitergetragen wurde und erst mit dem Ende des Hundertjährigen Krieges auch sein Ende fand. Philipp allerdings gewann somit freie Hand und sogar die Unterstützung Eduards gegen Flandern, indem der englische König die flämischen Kaufleute aus England verwies und somit den wirtschaftlichen Druck auf die Aufständischen erhöhte. Philipp zog am 22. Juli 1304 in Arras ein neues Heer zusammen und zog am 9. August in Tournai ein. Wenige Tage später vernichtete seine Flotte unter Raniero Grimaldi bei Zierikzee die überlegene Flotte der Flamen und am 17. August 1304 siegte schließlich das französische Heer, angeführt vom König, in der Schlacht bei Mons-en-Pévèle.

### Der brüchige Frieden in Flandern
Ungeachtet dieser Erfolge sollte Philipp zu seinen Lebzeiten Flandern nie vollständig befrieden können. Am 24. Juni 1305 unterzeichnete der neue Graf von Flandern, Robert III., den Frieden von Athis-sur-Orge, indem er wieder unter die Oberhoheit Frankreichs zurückkehrte. Die Burgvogteien Lille, Douai und Béthune mussten an die Krone übergeben werden, weiterhin wurden den flämischen Bürgern erdrückende Entschädigungszahlungen und die Schleifung ihrer Stadtbefestigungen auferlegt. Die in den vergangenen Jahren zu politischem Selbstbewusstsein erlangten Bürger lehnten diesen Vertrag aber ab, weshalb die Krone über die Städte Flanderns faktisch keine Kontrolle erreichte. Der königliche Großkammerherr Enguerrand de Marigny handelte im Juli 1312 in Pontoise die „flandrischen Abtretungen“ aus, wonach die Krone im Besitz der drei Vogteien blieb und zugleich auf den finanziellen Ausgleich verzichtete.
Doch auch dies konnte den Frieden nicht erzwingen. Nach Philipps Tod sollten die Flamen unter der Führung Graf Roberts III. erneut gegen die Krone aufbegehren und erst 1320 unter der Regentschaft Philipps V. des Langen zu einem endgültigen Frieden auf Basis des Vertrags von Pontoise bereit sein. Der Ausgang dieses Konflikts steht den Motivationen König Philipps IV. zu dessen Beginn 1297 entgegen. Zwar hatte er das flämische Grafenhaus wieder unter die Botmäßigkeit Frankreichs gezwungen, doch emanzipierten sich im Gegenzug die flämischen Bürger in ihren Städten von der königlichen Hoheit, die sie nur noch formell anerkannten. Dies begründete die faktische Souveränität Flanderns nördlich der Lys, doch sollte dieses reiche Land erst in den Verträgen von Arras 1482, Senlis 1493 und Cambrai 1529 dem französischen Königreich gänzlich verloren gehen.

## Konflikt mit dem Papst
König Philipp IV. führte zu Beginn seiner Regierung ein entspanntes Verhältnis zum Papsttum. Damit führte er die traditionell freundschaftlichen Beziehungen der französischen Krone zum Oberhaupt der römischen Kirche fort, die das gesamte hohe Mittelalter Bestand hatte, im Gegensatz zu den römisch-deutschen Königen und Kaiser, die immer wieder in machtpolitische Konflikte mit dem Pontifikat gerieten. Philipp selbst war auf den Papst als Vermittler angewiesen in seinen Bemühungen, nach dem aragonesischen Kreuzzug seines Vaters das Verhältnis zu Aragon wieder zu normalisieren. Und mit Erfolg konnte 1295 in Anagni unter dem Schirm Papst Bonifatius VIII. ein formeller Frieden zwischen beiden Königreichen erreicht werden. Als wichtiger Bündnispartner erwies sich der Papst dem König, als er dem deutschen König mit dem Bann drohte, falls dieser sich militärisch zugunsten Flanderns engagiere.

### Erste Verstimmungen 1296 und Entspannung 1297
Der Krieg Philipps gegen England und Flandern führte allerdings auch zu einer ersten Konfrontation der königlichen Autorität mit der universellen Selbstbestimmung des Papstes und seines Klerus. Wieder waren finanzielle Gründe Philipps der ausschlaggebende Punkt, der dringend Geld für seine Kriege benötigte und daher auch den Klerus besteuerte und zugleich einen Anspruch auf den Zehnten stellte. Für Papst Bonifatius VIII. war dies unhaltbar: er reagierte darauf mit der Bulle Clericis laicos, die den Bischöfen in Frankreich verbot, Steuern an Laien zu zahlen. Damit verbunden war die Androhung des Kirchenbanns gegen Geber und Empfänger der Steuern. Diese Drohung verfehlte ihr Ziel, und Philipp reagierte mit einem Ausfuhrverbot von Edelmetallen, Münzen, Edelsteinen, Waffen und Pferden nach Italien, was dort zu erheblichen wirtschaftlichen Schäden führte. Weiterhin erklärte Philipp die Geistlichkeit Frankreichs zu Gliedern des Staates, die sich als Grundbesitzer in Frankreich den allgemeinen Lasten nicht entziehen dürfen.
Angesichts der negativen wirtschaftlichen Konsequenzen für Italien und damit für den Papst sah sich dieser zum Einlenken gezwungen. Noch im Jahr 1296 veröffentlichte er die Bulle Ineffabilis und schließlich im Frühjahr 1297 die Bulle Etsi de statu, in denen er die Bestimmungen der Clericis laicos revidierte. Die Beziehungen wurden weiter verbessert, nachdem Bonifatius VIII. den Großvater Philipps, König Ludwig IX., kanonisiert hatte. Philipp ließ sogar, seinen persönlichen Standpunkt ignorierend, zu, dass der Papst sich als Privatmann in dem Krieg gegen England und Flandern als Vermittler einschaltete. Als er dabei aber zuungunsten der Position Philipps entschied, lehnte der König jede weitere Bemühung durch den Papst ab mit dem Hinweis, dass es diesem nicht zustehe, über weltliche Belange zu urteilen.

### Eskalation
Damit vollzog Philipp einen erneuten Bruch mit dem Papst, der dieses Mal nicht zu beheben war. Der Papst nahm in den folgenden Jahren offen Position für den Grafen Guido von Flandern und forderte dessen Freilassung. Weiterhin demonstrierte er gegenüber dem König seinen Handlungsspielraum in Frankreich, indem er in Pamiers ein neues Bistum einrichtete, ohne sich darüber mit dem König zu beraten. Besetzt wurde das neue Bistum mit dem Abt von Saint-Antonin zu Pamiers Bernard Saisset. Der war seit längerem ein Intimfeind des Königs, seitdem dieser in Auseinandersetzungen des Abtes mit dem Grafen Roger Bernard III. von Foix zugunsten des Grafen gewirkt hatte.
1301 eskalierte die angespannte Situation, als Saisset öffentlich die Forderung des Papstes, den Grafen von Flandern freizulassen, unterstützte. Diese an sich bedeutungslose Episode nutzte Philipp als Vorwand für eine Konfrontation mit dem Heiligen Stuhl. Er berief eine Untersuchungskommission ein, welche den Verdacht des Hochverrates des Bischofs untersuchen sollte. Belastende Zeugenaussagen, darunter die der Grafen von Foix und Comminges, spielten dem König in die Hände, der im Oktober 1301 den Bischof von Pamiers verhaften und ihm in Senlis den Prozess machen ließ. Der Papst sah hier die Unabhängigkeit der geistlichen Justiz und seine Oberhoheit über diese bedroht und sandte im Dezember 1301 die Bulle Ausculta fili an den Hof zu Paris, in der er die Bischöfe Frankreichs wie auch den König dazu aufforderte, nach Rom zu kommen, um die Verhältnisse zwischen weltlichen und geistlichen Machkompetenzen zu klären. Philipp verhinderte die Veröffentlichung der Bulle durch ihre Verbrennung und ließ eine Fälschung dieser anfertigen, die einen weitaus schärferen Ton seitens des Heiligen Stuhles gegen die Krone suggerierte, weiterhin berief er seinen ihm ergebenen Rat ein, der den Beschluss fasste, eine „öffentliche Meinung“ gegen den Papst in Frankreich mobilzumachen. Zu diesem Anlass wurde am 10. April 1302 eine Versammlung der Pairs, Prälaten und erstmals auch bürgerlichen Vertretern der Städte in Notre-Dame einberufen, wo der königliche Rat Pierre Flote eine Klagerede gegen die Übergriffe der Kurie vortrug und die Einberufung einer französischen Nationalsynode durch den Papst in Rom als einen Angriff auf die Rechte und Freiheiten des Königs verstand (Dekretale Per Venerabilem).
Darauf verfassten Adel und Bürger für das römische Kardinalskolleg eine Erklärung, die ganz im Sinne Philipps ausfiel. Auch der noch zögernde Klerus sah sich auf königlichen Druck gezwungen, eine entsprechende Ablehnung dem Papst zukommen zu lassen. Der Papst verwarf diese Erklärung und ermahnte den König, sich von den diabolischen Einflüsterungen seiner Räte zu befreien. Jene Bischöfe, die nicht zur befohlenen Synode erscheinen würden, bedrohte er mit der Absetzung. In dieser Zeit mobilisierten beide Seiten ihre Theologen, um eine Schlacht der publizistischen Argumente zu führen, welche die Frage nach der päpstlichen Gewaltenfülle beinhaltete. Auf päpstlicher Seite waren dies besonders Aegidius Romanus und Jakob von Viterbo, auf französischer Johannes von Paris (Jean Quidort). In den Herbsttagen 1302 erschienen trotz der königlichen Sanktion vierzig französische Bischöfe zu der Synode in Rom, in welcher der Papst in der Bulle Unam Sanctam unverhüllt den päpstlichen Weltherrschaftsanspruch formulierte und für alle weltlichen Fürsten verbindlich erklärte.

### Das Attentat von Anagni
Der Papst hoffte auf eine Durchsetzung seiner Position, nachdem sein ärgster Gegner Pierre Flote bei Coutrai gefallen war, doch nahm dessen Position als erster königlicher Rat der nicht minder entschlossene Guillaume de Nogaret ein. Im Frühjahr 1303 berief Philipp eine erneute Versammlung der Pairs und Prälaten im Louvre ein, wo er Nogaret als Ankläger auftreten ließ, der den Papst der verschiedensten Verwerfungen bezichtigte, allen voran das der Häresie, welches das einzige Vergehen war, das einen Prozess gegen das Kirchenoberhaupt erlaubte. Unter Nogarets Leitung kam die Versammlung zu der Auffassung, dass man Bonifatius VIII. nicht mehr als rechtmäßiges Oberhaupt der Kirche anerkennen könne und ermächtigte den König dazu, eine Kirchenversammlung einzuberufen, um einen neuen Papst wählen zu lassen. Obwohl sich bereits Zeitzeugen dessen bewusst waren, dass es einer königlichen Versammlung nicht annähernd zustand, über das Oberhaupt der Christenheit zu befinden, nahm Philipp diesen Beschluss an. Dem Weltherrschaftsanspruch des Papstes setzte er damit seine politische und juristische Souveränität entgegen, die über dem König keine weitere Autorität anerkannte.
Über die Anschuldigungen gegen den Papst sollte ein Generalkonzil befinden, mit dessen Einberufung Nogaret betraut wurde, der sich nach Italien begab, um dort Verbündete unter den nicht geringen Gegnern des Papstes, vornehmlich aus dem Hause Colonna, zu finden. Bonifatius seinerseits versuchte vergebens, durch Gunstbeweise Albrecht I., den römischen König, für sich zu gewinnen. Im Sommer 1303 zog sich Bonifatius wieder in seine Sommerresidenz Anagni zurück, wo er für den 8. September des Jahres die Exkommunikation gegen Philipp plante. Nogaret, der in der Zwischenzeit das Generalkonzil auf den Weg gebracht hatte, sah sich zum Handeln gezwungen. Unterstützt durch Truppen der Colonnas drang er in der Nacht vom 6. auf den 7. September in den Palast des Papstes in Anagni ein und nahm diesen, der eine Flucht aus Altersgründen ablehnte, unter Arrest. Am 9. September gelang es der Bevölkerung der Stadt, den Palast zu stürmen, was dem Papst die Flucht nach Rom ermöglichte.
Das „Attentat von Anagni“ war gescheitert. Und doch sollte der nun exkommunizierte Philipp als Sieger aus diesem Konflikt hervorgehen, nachdem der Papst am 11. Oktober 1303 fiebergeschwächt bei einem Wutanfall, ausgelöst durch seine Behandlung durch die Soldateska, verstorben war. Mit ihm starb auch sein formulierter Anspruch auf die Weltherrschaft und das Ansehen des Heiligen Stuhls, welches sich in gewalttätigen Erhebungen der Stadtbevölkerung Roms niederschlug.

### Das babylonische Exil
Bonifatius’ Amtsnachfolger, Benedikt XI., befreite sich mit Hilfe der Orsinis aus Rom und nahm in Perugia seine Residenz. Dort sprach er zwar den Bann gegen Nogaret und die Colonnas aus, doch nahm er jede gegen Philipp gerichtete Maßnahme seines Vorgängers in sechs Bullen zurück. 1304 starb er, Gerüchten zufolge durch Gift, welches Philipp ihm bestellt haben soll.
Darauf wurde auf dem fünfzehn Monate dauernden Konklave in Perugia, welches ganz von französischen Kardinälen dominiert wurde, der Erzbischof von Bordeaux als Clemens V. zum neuen Papst gewählt. Dieser hatte zuvor die Gunst Philipps gewonnen, als er nicht nur die Aufhebung der Sanktionen gegen Frankreich versprach, sondern auch bereitwillig den Zehnten für fünf Jahre der Krone überließ und außerdem Philipp ein Mitspracherecht bei der Ernennung von Kardinälen einräumte. Aufgrund der Unruhen, die in Italien ausgebrochen waren, verzichtete Clemens auf eine Reise dorthin und nahm seine Residenz in Lyon, wo er in Gegenwart Philipps gekrönt wurde. Lyon gehörte damals noch formell zum Heiligen Römischen Reich. Nachdem sich dieser Status aber zugunsten Frankreichs geändert hatte, zog er 1309 nach Avignon. Doch letztlich wurde das Papsttum auch dort zu einer Marionette des französischen Königtums, denn Avignon lag in der Provence, das zwar noch zum römisch-deutschen Reich gehörte, aber von der französischstämmigen Königsfamilie von Neapel regiert wurde, die zu ihren Vettern in Frankreich engste politische Beziehungen pflegte.
Das babylonische Exil der Kirche in Avignon bedeutete für das Papsttum einen epochalen Einschnitt in seiner Geschichte. Dort wo Kaiser Heinrich IV. über zweihundert Jahre zuvor gescheitert war, hatte Philipp IV. triumphiert. In Avignon sank das Papsttum von seinem Anspruch, universeller Herr über das christliche Abendland zu sein, an dem es noch lange verbal festhielt, zu einem französischen Provinzfürstentum herab. Auch nach dem Ende des Exils siebzig Jahre später, sollte der Papst nie wieder die Machtposition einnehmen, wie sie einst von Gregor VII. gegen den Kaiser begründet und von Innozenz III. auf seinen Gipfel geführt wurde.

## Die Auflösung des Templerordens
Philipp nahm den Papst als neues Instrument zur Durchsetzung seiner Interessen sogleich in Anspruch, nachdem er die Zerschlagung des Templerordens beschlossen hatte. Grund für diesen Entschluss war wieder einmal die angespannte Haushaltslage des Königs, aber auch die seinem Zugriff verwehrte militärische und besonders finanzielle Stärke dieser Organisation, deren unabhängiger Status im Widerspruch zu Philipps Auffassung königlich-staatlicher Autorität stand. Der Orden kontrollierte praktisch die gesamten Bankgeschäfte der Krone und war dabei nur dem Papst zur Rechenschaft verpflichtet. Seine Unabhängigkeit gegenüber dem König hatte der Orden mehrfach bewiesen, indem er offen Papst Bonifatius VIII. und mehrere Revolten der Pariser Bevölkerung gegen die andauernden Münzverschlechterungen des Königs unterstützt hatte. Als Reaktion darauf hatte Philipp bereits 1295 den Staatsschatz aus dem Turm des Temple in den Louvre überführen lassen.

Die Hinrichtung Jacques de Molays und Godefrois de Charnys 1314 auf einer französischen Miniatur des 15. Jhds.

Philipp nutzte in seinem Vorhaben die bereits weit verbreitete Kritik an dem Orden, der scheinbar nicht bereit war, nach dem Fall Akkons und dem endgültigen Verlust Outremers an die Muslime 1291 sich ein neues Betätigungsfeld im Kampf gegen die Heiden zu suchen, dies im Gegensatz zu den Deutschherren oder Johanniter, die den Kampf in das Baltikum und in das Mittelmeer verlagerten. Weiterhin erweckten die höchst verschwiegenen und als arrogant empfundenen Tempelritter in der einfachen Bevölkerung Verdacht. Nachdem ein Bürger von Béziers 1306 beim König von Aragon kein Gehör für seine Anklagen gegen den Orden gefunden hatte, nahm Philipp diese dankbar auf, doch wartete er, bis der Großmeister Jacques de Molay einer Einladung Papst Clemens V. folgend nach Frankreich kam. Der Papst gab anschließend im August 1307 in Poitiers dem König sein Einverständnis für einen Prozess gegen die Templer. An einem Freitag, dem 13. Oktober wurden in einer von Nogaret streng koordinierten Aktion die meisten Ordensangehörigen verhaftet. Man klagte sie wegen Ketzerei, Götzenanbetung, sodomistischer Praktiken und anderer Verfehlungen an. Die anschließenden Verhöre nahm der königliche Beichtvater Imbert vor. Nachdem es auf dem Konzil von Vienne 1311 zu unerwarteten Beifallsbekundungen des Klerus für den Orden gekommen war, der sich besonderes aufgrund der durch Folter erzwungenen Geständnisse der Ritter einschließlich des Großmeisters entzündete, richtete Philipp einen Appell an den Papst. Der löste am 22. März 1312 aus „apostolischer Machtvollkommenheit“ den Orden auf.
Der finanzielle Erfolg hielt sich für Philipp in Grenzen, da der Papst den Großteil des Ordensvermögens an die Johanniter überantwortete. Lediglich für die Prozesskosten wurde die Krone ausgezahlt, die entsprechend hoch ausgefallen sein sollen. An einer großen Anzahl Ordensritter wurde ein Autodafé vollzogen, da diese nach dem Konzil von Vienne ihre Geständnisse zurückgenommen hatten und daher von den Inquisitionsgerichten als rückfällige Ketzer behandelt wurden. Am 18. März 1314 wurden in Paris der Großmeister und der Ordensmeister der Normandie als letzte der Templer verbrannt.

## Reichspolitik
Seit dem Beginn des 13. Jahrhunderts hatte sich im Verhältnis Frankreichs zum Heiligen Römischen Reich ein grundlegender Wandel vollzogen, der von dem Aufstieg der französischen Königsmacht bei gleichzeitigem Verfall der kaiserlichen Zentralmacht im Reich, besonders mit dem Ende der Staufer 1250 und des einsetzenden Interregnum, gekennzeichnet war. Zunehmend traten die französischen Könige als Offensiv- und Schiedsmacht auch im Reich auf, wo sie die unterschiedlichen Interessenlagen der Reichsfürsten für eigene Zwecke nutzten. Bezeichnend dafür war, dass sich König Philipp III. 1273 als erster französischer König um die römische Königswürde bewarb, wobei er aber Rudolf von Habsburg unterlag.
Philipps hartnäckig geführtes Engagement im flämisch-lothringischen Raum führte zwangsläufige zu Interessenskonflikten mit Fürsten und Königen des Heiligen Römischen Reiches. Im 1294 geschlossenen Bündnis des Grafen Guido I. von Flandern mit Eduard I. von England waren auch Reichsfürsten wie Graf Heinrich III. von Bar oder Herzog Johann II. von Brabant involviert, die im Grenzraum zu Frankreich beheimatet waren und ihre Position von dessen Macht gefährdet sahen. Auch der römische König Adolf von Nassau trat diesem Bündnis bei, doch wurde dieser während des Flandernkrieges durch französisches Gold, päpstlichen Druck und durch eine Allianz einiger Reichsfürsten gegen ihn neutralisiert. Zu König Albrecht I. waren die Beziehungen entspannter. Zwar gehörte dieser als Herzog von Österreich noch zu den Gegnern Frankreichs, doch war er als König an einem freundschaftlichen Einvernehmen mit Philipp interessiert. Bei einem persönlichen Treffen beider Herrscher im Dezember 1299 bei Vaucouleurs wurden erstmals sogar Gebietsabtretungen des Reiches an Frankreich vereinbart, die 1301 im Vertrag von Brügge auch besiegelt wurden. Die Grenze wurde an die Maas verschoben, wodurch vor allem der Graf von Bar in Vasallität zu Frankreich geriet, damit verbunden war auch die Übernahme der Oberhoheit über die Bischofsstädte Toul und Verdun durch Frankreich. Weitere Zugewinne konnte Philipp auch im alten burgundischen Regnum verzeichnen, wo die römisch-deutschen Herrscher kaum Präsenz zeigten und das Land dem Territorialadel überlassen hatten, König Albrecht I. erkannte bereitwillig die Abtretung der Franche-Comté an. Den Metropolitensitz Lyon annektierte Philipp 1307 nach einem schnellen militärischen Einsatz. Bereits sein Großvater hatte vom Erzbischof die Gerichtsbarkeit der Stadt übertragen bekommen, um ihn als Verbündeten gegen die Grafen von Forez zu gewinnen. Die andauernde Fehde zwischen Erzbischof und Graf nahm Philipp als Vorwand, um die Stadt zu besetzen und deren Zugehörigkeit zu Frankreich zu erklären.
Nach der Ermordung Albrechts 1308 unternahm Philipp erneut einen Versuch, das deutsche Königtum an Frankreich zu binden, indem er als Kandidaten seinen Bruder Karl von Valois vorschlug. Die bereits bestehende Abhängigkeit einiger Reichsfürsten und nicht zuletzt die des Papstes schienen ihm günstige Chancen für dieses Vorhaben zu geben. Dabei unterschätzte er die ablehnende Haltung der meisten Reichsfürsten gegen einen starken französischen König im Reich und den noch bestehenden Einfluss des Papstes auf den deutschen Klerus. Zusammen mit dem Erzbischof von Köln forcierte Papst Clemens V. erfolgreich die Wahl des Grafen von Luxemburg zum neuen König. Da dieser ebenfalls in einem Abhängigkeitsverhältnis zu Frankreich stand, gab sich Philipp mit der Wahl zufrieden. Die Beziehungen zu König Heinrich VII. verschlechterten sich, als dieser nach der Annexion Lyons seine Kontakte zu Frankreich abbrach und verstärkt im lothringischen Raum Präsenz zeigte. Als Heinrich VII. nach Italien zog, um dort eine Restauratio imperii anzustreben, unternahm Philipp folglich alles, um dies zu verhindern, da Frankreich dort besonders wirtschaftlich von dem Zusammenbruch der kaiserlichen Macht nach dem Ende der Staufer profitiert hatte. In den anti-staufischen Guelfen um deren Haupt König Robert von Neapel besaß Frankreich in Italien einen natürlichen Verbündeten. Aber nachdem es den Guelfen nicht gelungen war, die durch den Papst veranlasste Kaiserkrönung Heinrichs zu verhindern, konnte erst dessen Tod 1313 während eines Feldzuges gegen Robert von Neapel den Einfluss Frankreichs in Italien wahren.

## Familie

### Vorfahren
| Ludwig VIII. der Löwe (1187–1226) | Ludwig VIII. der Löwe (1187–1226) | Ludwig VIII. der Löwe (1187–1226) | Ludwig VIII. der Löwe (1187–1226) | Ludwig VIII. der Löwe (1187–1226)  | Ludwig VIII. der Löwe (1187–1226)  |                                    |                                    | Blanka von Kastilien (1188–1252)   | Blanka von Kastilien (1188–1252)   | Blanka von Kastilien (1188–1252) | Blanka von Kastilien (1188–1252) | Blanka von Kastilien (1188–1252)   | Blanka von Kastilien (1188–1252)   |                                    |                                    | Raimund Berengar V. von Provence (1205–1245) | Raimund Berengar V. von Provence (1205–1245) | Raimund Berengar V. von Provence (1205–1245) | Raimund Berengar V. von Provence (1205–1245) | Raimund Berengar V. von Provence (1205–1245) | Raimund Berengar V. von Provence (1205–1245) |                                        |                                        | Beatrix von Savoyen (1201–1266)        | Beatrix von Savoyen (1201–1266)        | Beatrix von Savoyen (1201–1266) | Beatrix von Savoyen (1201–1266) | Beatrix von Savoyen (1201–1266)    | Beatrix von Savoyen (1201–1266) |  |  | Peter II. von Aragón (1174–1213) | Peter II. von Aragón (1174–1213) | Peter II. von Aragón (1174–1213) | Peter II. von Aragón (1174–1213) | Peter II. von Aragón (1174–1213) | Peter II. von Aragón (1174–1213) |                                 |                                 | Maria von Montpellier (1182–1213) | Maria von Montpellier (1182–1213) | Maria von Montpellier (1182–1213) | Maria von Montpellier (1182–1213) | Maria von Montpellier (1182–1213) | Maria von Montpellier (1182–1213) |                                 |                                 | Andreas II. von Ungarn (1177–1235) | Andreas II. von Ungarn (1177–1235) | Andreas II. von Ungarn (1177–1235) | Andreas II. von Ungarn (1177–1235) | Andreas II. von Ungarn (1177–1235) | Andreas II. von Ungarn (1177–1235) |                                |                                | Yolande von Courtenay (?–1233) | Yolande von Courtenay (?–1233) | Yolande von Courtenay (?–1233) | Yolande von Courtenay (?–1233) | Yolande von Courtenay (?–1233) | Yolande von Courtenay (?–1233) |
| Ludwig VIII. der Löwe (1187–1226) | Ludwig VIII. der Löwe (1187–1226) | Ludwig VIII. der Löwe (1187–1226) | Ludwig VIII. der Löwe (1187–1226) | Ludwig VIII. der Löwe (1187–1226)  | Ludwig VIII. der Löwe (1187–1226)  |                                    |                                    | Blanka von Kastilien (1188–1252)   | Blanka von Kastilien (1188–1252)   | Blanka von Kastilien (1188–1252) | Blanka von Kastilien (1188–1252) | Blanka von Kastilien (1188–1252)   | Blanka von Kastilien (1188–1252)   |                                    |                                    | Raimund Berengar V. von Provence (1205–1245) | Raimund Berengar V. von Provence (1205–1245) | Raimund Berengar V. von Provence (1205–1245) | Raimund Berengar V. von Provence (1205–1245) | Raimund Berengar V. von Provence (1205–1245) | Raimund Berengar V. von Provence (1205–1245) |                                        |                                        | Beatrix von Savoyen (1201–1266)        | Beatrix von Savoyen (1201–1266)        | Beatrix von Savoyen (1201–1266) | Beatrix von Savoyen (1201–1266) | Beatrix von Savoyen (1201–1266)    | Beatrix von Savoyen (1201–1266) |  |  | Peter II. von Aragón (1174–1213) | Peter II. von Aragón (1174–1213) | Peter II. von Aragón (1174–1213) | Peter II. von Aragón (1174–1213) | Peter II. von Aragón (1174–1213) | Peter II. von Aragón (1174–1213) |                                 |                                 | Maria von Montpellier (1182–1213) | Maria von Montpellier (1182–1213) | Maria von Montpellier (1182–1213) | Maria von Montpellier (1182–1213) | Maria von Montpellier (1182–1213) | Maria von Montpellier (1182–1213) |                                 |                                 | Andreas II. von Ungarn (1177–1235) | Andreas II. von Ungarn (1177–1235) | Andreas II. von Ungarn (1177–1235) | Andreas II. von Ungarn (1177–1235) | Andreas II. von Ungarn (1177–1235) | Andreas II. von Ungarn (1177–1235) |                                |                                | Yolande von Courtenay (?–1233) | Yolande von Courtenay (?–1233) | Yolande von Courtenay (?–1233) | Yolande von Courtenay (?–1233) | Yolande von Courtenay (?–1233) | Yolande von Courtenay (?–1233) |
|                                   |                                   |                                   |                                   |                                    |                                    |                                    |                                    |                                    |                                    |                                  |                                  |                                    |                                    |                                    |                                    |                                              |                                              |                                              |                                              |                                              |                                              |                                        |                                        |                                        |                                        |                                 |                                 |                                    |                                 |  |  |                                  |                                  |                                  |                                  |                                  |                                  |                                 |                                 |                                   |                                   |                                   |                                   |                                   |                                   |                                 |                                 |                                    |                                    |                                    |                                    |                                    |                                    |                                |                                |                                |                                |                                |                                |                                |                                |
|                                   |                                   |                                   |                                   | Ludwig IX. der Heilige (1214–1270) | Ludwig IX. der Heilige (1214–1270) | Ludwig IX. der Heilige (1214–1270) | Ludwig IX. der Heilige (1214–1270) | Ludwig IX. der Heilige (1214–1270) | Ludwig IX. der Heilige (1214–1270) |                                  |                                  |                                    |                                    |                                    |                                    |                                              |                                              |                                              |                                              | Margarete von der Provence (1221–1295)       | Margarete von der Provence (1221–1295)       | Margarete von der Provence (1221–1295) | Margarete von der Provence (1221–1295) | Margarete von der Provence (1221–1295) | Margarete von der Provence (1221–1295) |                                 |                                 |                                    |                                 |  |  |                                  |                                  |                                  |                                  | Jakob I. von Aragón (1208–1276)  | Jakob I. von Aragón (1208–1276)  | Jakob I. von Aragón (1208–1276) | Jakob I. von Aragón (1208–1276) | Jakob I. von Aragón (1208–1276)   | Jakob I. von Aragón (1208–1276)   |                                   |                                   |                                   |                                   |                                 |                                 |                                    |                                    |                                    |                                    | Yolanda von Ungarn (1219–1251)     | Yolanda von Ungarn (1219–1251)     | Yolanda von Ungarn (1219–1251) | Yolanda von Ungarn (1219–1251) | Yolanda von Ungarn (1219–1251) | Yolanda von Ungarn (1219–1251) |                                |                                |                                |                                |
|                                   |                                   |                                   |                                   | Ludwig IX. der Heilige (1214–1270) | Ludwig IX. der Heilige (1214–1270) | Ludwig IX. der Heilige (1214–1270) | Ludwig IX. der Heilige (1214–1270) | Ludwig IX. der Heilige (1214–1270) | Ludwig IX. der Heilige (1214–1270) |                                  |                                  |                                    |                                    |                                    |                                    |                                              |                                              |                                              |                                              | Margarete von der Provence (1221–1295)       | Margarete von der Provence (1221–1295)       | Margarete von der Provence (1221–1295) | Margarete von der Provence (1221–1295) | Margarete von der Provence (1221–1295) | Margarete von der Provence (1221–1295) |                                 |                                 |                                    |                                 |  |  |                                  |                                  |                                  |                                  | Jakob I. von Aragón (1208–1276)  | Jakob I. von Aragón (1208–1276)  | Jakob I. von Aragón (1208–1276) | Jakob I. von Aragón (1208–1276) | Jakob I. von Aragón (1208–1276)   | Jakob I. von Aragón (1208–1276)   |                                   |                                   |                                   |                                   |                                 |                                 |                                    |                                    |                                    |                                    | Yolanda von Ungarn (1219–1251)     | Yolanda von Ungarn (1219–1251)     | Yolanda von Ungarn (1219–1251) | Yolanda von Ungarn (1219–1251) | Yolanda von Ungarn (1219–1251) | Yolanda von Ungarn (1219–1251) |                                |                                |                                |                                |
|                                   |                                   |                                   |                                   |                                    |                                    |                                    |                                    |                                    |                                    |                                  |                                  |                                    |                                    |                                    |                                    |                                              |                                              |                                              |                                              |                                              |                                              |                                        |                                        |                                        |                                        |                                 |                                 |                                    |                                 |  |  |                                  |                                  |                                  |                                  |                                  |                                  |                                 |                                 |                                   |                                   |                                   |                                   |                                   |                                   |                                 |                                 |                                    |                                    |                                    |                                    |                                    |                                    |                                |                                |                                |                                |                                |                                |                                |                                |
|                                   |                                   |                                   |                                   |                                    |                                    |                                    |                                    |                                    |                                    |                                  |                                  | Philipp III. der Kühne (1245–1285) | Philipp III. der Kühne (1245–1285) | Philipp III. der Kühne (1245–1285) | Philipp III. der Kühne (1245–1285) | Philipp III. der Kühne (1245–1285)           | Philipp III. der Kühne (1245–1285)           |                                              |                                              |                                              |                                              |                                        |                                        |                                        |                                        |                                 |                                 |                                    |                                 |  |  |                                  |                                  |                                  |                                  |                                  |                                  |                                 |                                 |                                   |                                   |                                   |                                   | Isabella von Aragón (1243–1271)   | Isabella von Aragón (1243–1271)   | Isabella von Aragón (1243–1271) | Isabella von Aragón (1243–1271) | Isabella von Aragón (1243–1271)    | Isabella von Aragón (1243–1271)    |                                    |                                    |                                    |                                    |                                |                                |                                |                                |                                |                                |                                |                                |
|                                   |                                   |                                   |                                   |                                    |                                    |                                    |                                    |                                    |                                    |                                  |                                  | Philipp III. der Kühne (1245–1285) | Philipp III. der Kühne (1245–1285) | Philipp III. der Kühne (1245–1285) | Philipp III. der Kühne (1245–1285) | Philipp III. der Kühne (1245–1285)           | Philipp III. der Kühne (1245–1285)           |                                              |                                              |                                              |                                              |                                        |                                        |                                        |                                        |                                 |                                 |                                    |                                 |  |  |                                  |                                  |                                  |                                  |                                  |                                  |                                 |                                 |                                   |                                   |                                   |                                   | Isabella von Aragón (1243–1271)   | Isabella von Aragón (1243–1271)   | Isabella von Aragón (1243–1271) | Isabella von Aragón (1243–1271) | Isabella von Aragón (1243–1271)    | Isabella von Aragón (1243–1271)    |                                    |                                    |                                    |                                    |                                |                                |                                |                                |                                |                                |                                |                                |
|                                   |                                   |                                   |                                   |                                    |                                    |                                    |                                    |                                    |                                    |                                  |                                  |                                    |                                    |                                    |                                    |                                              |                                              |                                              |                                              |                                              |                                              |                                        |                                        |                                        |                                        |                                 |                                 |                                    |                                 |  |  |                                  |                                  |                                  |                                  |                                  |                                  |                                 |                                 |                                   |                                   |                                   |                                   |                                   |                                   |                                 |                                 |                                    |                                    |                                    |                                    |                                    |                                    |                                |                                |                                |                                |                                |                                |                                |                                |
|                                   |                                   |                                   |                                   |                                    |                                    |                                    |                                    |                                    |                                    |                                  |                                  |                                    |                                    |                                    |                                    |                                              |                                              |                                              |                                              |                                              |                                              |                                        |                                        |                                        |                                        |                                 |                                 | Philipp IV. der Schöne (1268–1314) |                                 |  |  |                                  |                                  |                                  |                                  |                                  |                                  |                                 |                                 |                                   |                                   |                                   |                                   |                                   |                                   |                                 |                                 |                                    |                                    |                                    |                                    |                                    |                                    |                                |                                |                                |                                |                                |                                |                                |                                |

### Ehe und Nachkommen

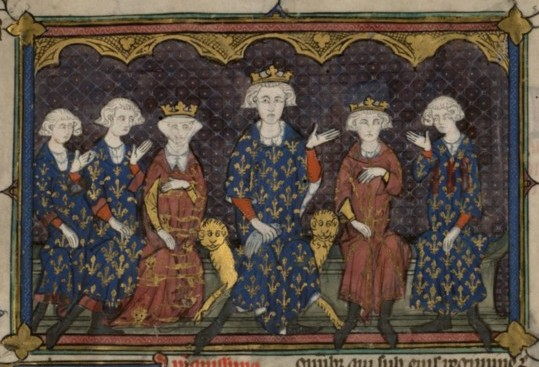
Philipp IV. im Kreis seiner Familie
von links nach rechts: Karl der Schöne, Philipp der Lange, Isabella, Philipp IV., Ludwig der Zänker und Karl von Valois
(Miniatur aus dem 14. Jahrhundert)

Am 16. August 1284 heiratete er Königin Johanna I. von Navarra (1273–1305), eine Tochter König Heinrichs I. des Dicken und der Blanche d’Artois. Er hatte mit ihr folgende Kinder:
- Ludwig X. der Zänker (Louis le Hutin; * 4. Oktober 1289 in Paris; † 5. Juni 1316 im Schloss Vincennes), König von Frankreich und Navarra
- Margarethe (Marguerite; * 1290; † 1294)
- Blanka (Blanche; * 1291; † 1294)
- Philipp V. der Lange (Philippe le Long; * 1293; † 3. Januar 1322 in der Abtei Longchamp bei Paris), König von Frankreich und Navarra
- Karl IV. der Schöne (Charles le Bel; * 18. Juni 1294 in Creil; † 1. Februar 1328 im Schloss Vincennes), König von Frankreich und Navarra
- Isabella (Isabeau; * 1295 in Paris; † 22. August 1358)
  - ⚭ 25. Januar 1308 mit König Eduard II. von England (* 25. April 1284 in Caernarvon, Wales; † 21. September 1327 in Berkeley Castle, Gloucestershire)
- Robert (* 1297; † August 1308 in Saint-Germain-en-Laye)

Philipp IV. war als Privatmann einem frommen Lebensstil verpflichtet, was sich im zunehmenden Alter in eine bigotte Strenge steigerte. Er ließ kurz vor seinem Tod seine drei Schwiegertöchter verhaften und einsperren, nachdem sie von seiner Tochter Isabella des Ehebruchs beschuldigt worden waren. (siehe: Tour de Nesle)

## Rezeption in Buch und Film
Der französische Schriftsteller Maurice Druon wurde von der Geschichte Philipps des Schönen und der seiner Familie zu einer siebenbändigen Romanreihe „Les Rois maudits“ (deutsch: Die unseligen Könige; 1955 bis 1977) inspiriert. Die ersten sechs Bände wurden 1972 von dem Sender France 2 unter demselben Titel in sechs Teilen verfilmt, mit Georges Marchal in der Rolle König Philipps des Schönen. 2005 folgte eine gleichnamige belgische TV-Produktion in fünf Episoden, die Rolle des Königs übernahm hier Tchéky Karyo.